# Port Allen (Louisiane)
Pour les articles homonymes, voir Port Allen.

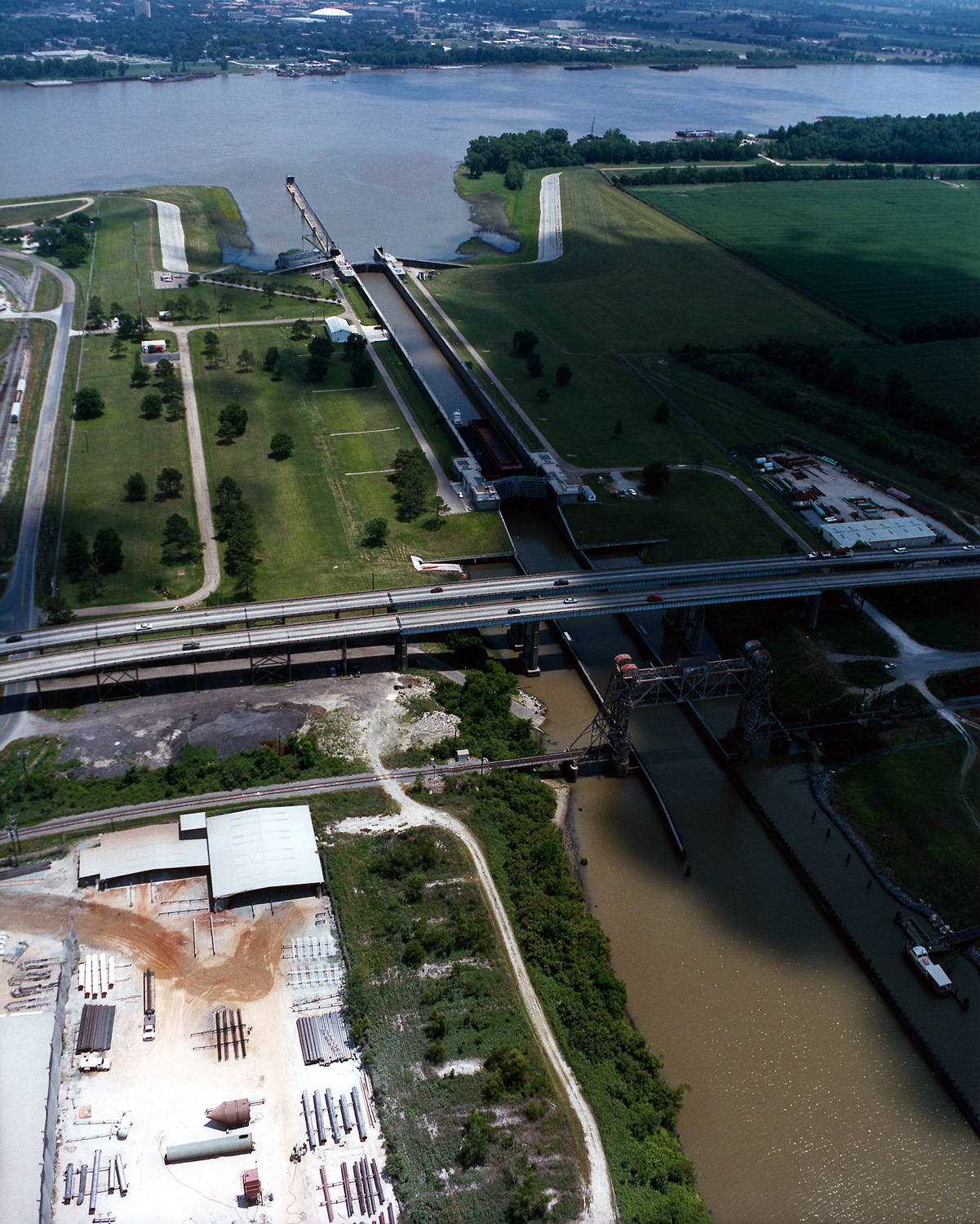
L'écluse de Port Allen.

Port Allen est une ville et le siège de la  paroisse de Baton Rouge Ouest, dans l'État de la Louisiane, aux États-Unis. Située sur la rive ouest du fleuve Mississippi, elle est bordée par l'Interstate 10 et par la US Highway 190. La population est de 5180 habitants au recensement de 2010, en baisse par rapport à l'an 2000.
Port Allen est nommée ainsi en l'honneur de Henry Watkins Allen, le dernier gouverneur de la période de la Confédération.

## Gouvernement
La ville de Port Allen a été constituée en 1916 et fonctionne en conformité avec la Loi Lawrason. Le maire est élu par scrutin plurinominal. Le maire est responsable des activités quotidiennes et des services de la Ville. Le conseil municipal compte cinq membres, dont quatre élus par scrutin uninominal et un par scrutin plurinominal. Le conseil décide des règlements et nomme les membres des conseils et commissions.

## Lieux historiques
Les lieux historiques enregistrés à Port Allen comprennent de nombreuses plantations d'intérêt historique.

## Festivals
Les festivals de Port Allen incluent un festival du dulcimer (une forme de cithare) et des feux de joie sur le Mississippi.

## Attractions
Le musée de Baton Rouge Ouest comprend notamment la maison Aillet (1830), une case de travailleurs des années 1870, un magasin de plantation (1880), un magasin de produits agricoles et de carabines (1938) et une ancienne grange du début du XXe siècle.
La gare de la ville de Port Allen est un musée décrivant la vie des travailleurs de chemin de fer dans les années 1940. Il montre notamment un guichet de l'époque, ainsi qu'une cambuse de 1950, entièrement restaurée.
Le cimetière de Scott est le lieu de sépulture des Afro-Américains de Baton Rouge Ouest, datant des années 1850 et de l'esclavage. Il est situé à l'angle des rues Court et Commerce.
Le port du Grand Baton Rouge, situé dans Port Allen, est important pour la navigation sur le fleuve Mississippi. Il dessert les barges et les navires océaniques pour tous les types de fret. Il est l'un des dix plus importants ports du pays. Il gère environ 61 millions de tonnes de marchandises chaque année. Sa darse fait 910 m de long et il possède 51 000 m2 d'espace d'entreposage.
L'écluse de Port Allen relie le fleuve Mississippi au Gulf Intracoastal Waterway, raccourcissant la distance jusqu'au golfe du Mexique par environ 190 km. L'écluse, une structure flottante, est la plus grande de son genre.

## Géographie
Selon le bureau de recensement des États-Unis, la ville a une superficie totale de 6.8 km2 dont 5.5 km2  de terres et 1,3 km2 d'eau. La ville est adjacente au fleuve Mississippi.

## Personnalité liée à la ville
- Tracy Porter, ancien cornerback pour les Bears de Chicago, a joué pour les Saints de New Orleans en 2009. Au lendemain de la victoire au Super Bowl, la ville s'est rebaptisée "Porter Allen" pendant un jour, à la blague[7],[8].